# Hansell Riojas
Hansell Argenis Riojas La Rosa (Callao, 1991. október 15. –) perui labdarúgó, az Universidad César Vallejo hátvédje. Válogatottbeli bemutatkozásakor a lelátóról eltalálták egy papírrepülővel, a képsor gyorsan internetes mémmé vált.